# Pavol Dudík
Pavol Dudík (* 26. června 1968) je bývalý slovenský fotbalový záložník.

## Fotbalová kariéra
V československé lize hrál za Bohemians Praha. Nastoupil v 1 ligovém utkání. Gól v lize nedal. Ve druhé nejvyšší soutěži hrál i za ČH Bratislava.

## Ligová bilance
| Ročník                                      | Zápasy | Góly | Minuty | Klub            |
| ------------------------------------------- | ------ | ---- | ------ | --------------- |
| 1. slovenská národní fotbalová liga 1986/87 | 6      | 0    | –      | ČH Bratislava   |
| 1. československá fotbalová liga 1990/91    | 1      | 0    | 19     | Bohemians Praha |
| CELKEM 1. liga                              | 1      | 0    | 19     |                 |